# Partit Patriòtic Democràtic del Kurdistan
Partit Patriòtic Democràtic del Kurdistan (Partîya Welatparêzên Demokratên Kurdistan, PWD) és una organització política kurda de Turquia, clandestina, sorgida el 2004 després de la visita (2003/2004) d'agents de la CIA a la zona i d'entrevistar-se amb membres dissidents del Partit dels Treballadors del Kurdistan. Aquests dissidents van abandonar el Kongragel i van formar el nou partit sota la direcció de Kani Yılmaz i Hikmet Fidan; posteriorment Osman Öcalan, germà de l'empresonat líder nacional kurd Abdullah Ocalan, va assolir-ne la direcció. Diversos dirigents del partit van ser assassinats suposadament pels seus rivals de l'entorn del PKK, entre ells Yilmaz (11 de febrer de 2006) i Fidan (6 de juliol de 2005). La cooperació del partit amb els turcs no va donar cap fruit i el 2008, el difunt Fidan, en una condemna fora de tota mida racional, fou condemnat a 3 anys de presó per haver parlat en kurd durant la campanya electoral.